# Denon
Denon (株式会社 デ ノン, Kabushiki Kaisha Denon) é uma empresa japonesa de eletrônicos que esteve envolvido nos estágios iniciais de desenvolvimento da tecnologia de áudio digital, ao mesmo tempo, especializada na fabricação de equipamentos de alta fidelidade e equipamentos profissionais de áudio de consumo. Por muitas décadas, Denon era um nome de marca Nippon Columbia, incluindo a gravadora Nippon Columbia. Em 2002, fundiu-se com Denon Marantz para formar D & M Holdings. A marca Denon veio de uma fusão de Denki Onkyo e outros em 1939.

## História
A companhia foi originalmente estabelecida em 1910 como parte da “Nippon Chikuonki Shokai" (Corporação Japonesa de Gravadores), um fabricante de gravadores de disco de lado-único e gramofones. A companhia era originalmente chamada '日本電氣音響株式會社' - Nippon 'DENki ONkyo Kabushikigaisha' o qual for encurtado para o nome de DEN-ON em Japonês.

## Linha do tempo dos produtos

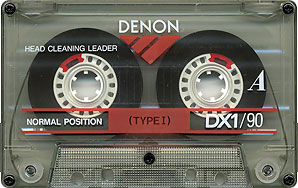
Denon DX1/90 audio cassette tape

- 1910 Fabricante de gramophones e gravadores de disco de um único-lado.
- 1939 Lançou o primeiro gravador de disco de uso profissional para a indústria de transmissão e o torn para cortar discos.
- 1951 Começou a venda do primeiro LP do Japão..
- 1953 Lançou gravador de fits para uso profissional para a indústria de transmissão.